# آن ماري هالفورسن
آن ماري هالفورسن هي مصارعة الهواة نرويجية، ولدت في 12 أغسطس 1967.